# Ischnotoma nitra
Ischnotoma nitra är en tvåvingeart som först beskrevs av Alexander 1945.  Ischnotoma nitra ingår i släktet Ischnotoma och familjen storharkrankar. Inga underarter finns listade i Catalogue of Life.